# 第二街道
第二街道，是中华人民共和国内蒙古自治区呼伦贝尔市扎赉诺尔区下辖的一个乡镇级行政单位。

## 行政区划
第二街道下辖以下地区：
东风社区和新华社区。